# Skånetrafiken
Skånetrafiken er et länstransportselskab med ansvar for planlægning, drift og markedsføring af den offentlige transport i Skåne län. Skånetrafiken blev dannet i forbindelse med sammenlægningen af Kristianstads län og Malmöhus län den 1. januar 1999.
Selskabets hovedkontoret ligger i Hässleholm med en afdeling i Lund. Der er kundecentre i Malmö, Lund, Kristianstad og Helsingborg.

## Trafik
Det er Skånetrafiken, som har ansvaret for tog og busser i Skåne län. Selve transporten udføres af selskaber, der har budt på kørslen.

### Tog
- Pågatåg – regionaltog i Skåne.
  - Karlshamn-Kristianstad-Hässleholm-Åstorp-Helsingborg
  - Höör-Eslöv-Lund-Malmö
  - Malmö-Ystad-Simrishamn
  - Helsingborg-Teckomatorp-Malmö
  - Kävlinge-Lund-Malmö-Svågertorp-Trelleborg
  - Markaryd-Hässleholm
  - Ängelholm-Helsingborg-Landskrona-Lund-Malmö – visse tog kaldes Öresundståg, andre Pågatåg
  - Malmö Hyllie- Malmö Trianglen- Malmö C-Lomma-Kävlinge- Teckomatorp- Åstorp
  - Malmö C- Malmö Persborg- Malmö Svågertorp- Malmö Hyllie
  - Lund-Malmö – strækningen er kun en køreplan, da alle tog indgår i andre linjer. I myldretiden kører der ti tog i timen i hver retning.
- Öresundståg – internationale regionaltog mellem Sverige og Danmark. Køres i samarbejde mellem Skånetrafiken, Trafikstyrelsen i Danmark og andre läns transportselskaber.
  - Malmö-København-Österport
  - Göteborg, Karlskrona, Kalmar – mange Öresundståg kører til disse byer. Strækningerne uden for Skåne er ikke Skånetrafikens ansvar.

### Bus
- Bybusser i Malmö, Landskrona, Helsingborg, Kristianstad m.fl.
- Rutebiler i hele länet, men toget er vigtigste transportmiddel på længere rejser.
- En trolleybuslinje i Landskrona.

Sporvogn
- En sporvejslinje i Lund (Sverige)

### Transportmidlernes farver
Før Skånetrafikens oprettelse var busserne i Kristianstads län hvide med en rød stribe og Länstrafikens bomærke (en margeritblomst). I Malmöhus län var busser og tog lilla, og som bomærke havde de en stiliseret Nils Holgersen på en gås.
Malmö kommune drev i lang tid selv sine bybusser, der var grønne. Det fremkaldte en storm af protester da bybusserne skiftede farve til lilla, hvorfor man besluttede at Skånetrafikens bybusser skulle være grønne, mens rutebilerne skulle være gule. Man beholdt Pågatågens lilla farve.
- Grøn – bybusser, Lund Sporvej, Og Landskronas trolleybusser
- Gul – rutebiler, Pendeln (pendlerbusser), SkåneExpressen (med kraftige røde pile)
- Lilla – Pågatågen (regionaltog)
- Grå – Öresundståg (DSB:s farve)
- Rød – køreplaner og andre tryksager